# Гал Нево
Гал Нево (хебр. גל נבו; Хамадија, Израел, 29. мај 1987) је израелски пливач мешовитим и делфин стилом. Студеннт је Arizona State University Georgia Tech.
Гал држи три израелска пливачка рекорда у дисциплинама 200 и 400 метара мешовито и 200 м делфин стилом. Први пут је учествовао на Летњим олимпијским играма 2008. у Пекингу. Пливао је у две дисциплине. У дисвиплини 200 м мешовито је био 13, а на 400 м 11.
Најзначајније међународне резултате остварио на 18. Макаби играма 2009. у Израелу где је био победник (400 м мешовито) резултатом 4:19,37. Исте године на Европском првенству у малим базенима у Истанбулу, био је трећи са 4:00,55.
Године 2010. поновио је исти успех на Европском првенству у Будимпешти само овог пута у олимпијским базену (дуги базени) резултатом 4:15,10.